# 1693
1693 (MDCXCIII) byl rok, který dle gregoriánského kalendáře započal čtvrtkem.

## Události
- 9.-11. leden – Zemětřesení ve Val di Noto: nejsilnější zemětřesení v historii Itálie o síle 7,32 stupně Richterovy Škály. Bylo poničeno 45 měst a zahynulo kolem 60 tisíc lidí.
- 11. leden – erupce sopky Etna
- leden – ukončen Salemský čarodějnický případ
- červenec – vyvrcholení a vojenské potlačení Chodského povstání
- bitva u Neerwindenu (resp. Landenu) – vojska Viléma III. Oranžského poražena Francouzi
- bitva u Marsaglie – francouzská vojska porazila savojsko-španělsko-rakouské jednotky vedené Viktorem Amadeem II.

### Probíhající události
- 1683–1699 – Velká turecká válka
- 1688–1697 – Devítiletá válka
- 1689–1697 – Válka krále Viléma

## Věda a umění
- pravděpodobně vyhynul dronte mauricijský

## Narození
Česko
- 9. března – František Řehoř Giannini, olomoucký a vratislavský kanovník († 24. ledna 1758)
- 16. března – František Ludvík z Mattencloitu, česko-slezský šlechtic († 31. května 1768)
- 12. dubna – Siard Nosecký, strahovský premonstrát a malíř († 28. ledna 1758)
- 22. dubna – Jan Leopold Mosbender, děkan v Ústí nad Orlicí († 24. července 1776)
- 28. října – Šimon Brixi, český hudební skladatel († 2. listopadu 1735)
- 22. prosince – Johann Schmidl, jezuitský historik († 13. března 1762)
- ? – Karel Josef Hiernle, český sochař a řezbář vrcholného baroka († 7. února 1748)

Svět
- 30. ledna – Marie Anna Karolína Neuburská, bavorská princezna († 12. září 1751)
- 7. února – Anna Ivanovna, ruská carevna († 28. října 1740)
- 7. března
  - Klement XIII., papež († 1769)
  - James Bradley, anglický astronom († 1762)
- 17. března – Alžběta Augusta Falcko-Neuburská, německá šlechtična a princezna († 30. ledna 1728)
- 24. března – John Harrison, anglický hodinář a vynálezce († 24. března 1776)
- 1. dubna – Melusina von der Schulenburg, nemanželská dcera anglického krále Jiřího I. († 16. září 1778)
- 16. dubna – Anna Žofie Reventlow, manželka dánského krále Frederika IV. († 7. ledna 1743)
- 24. května – Georg Raphael Donner, rakouský sochař († 15. února 1741)
- 21. července – Thomas Pelham-Holles, 1. vévoda z Newcastle, britský státník († 17. listopadu 1768)
- 9. srpna – Žofie Vilemína Sasko-Kobursko-Saalfeldská, německá šlechtična († 4. prosince 1727)
- 13. září – Joseph Emanuel Fischer von Erlach, rakouský barokní architekt († 29. června 1742)
- 21. září – Marie Anna Kateřina z Oettingen-Spielbergu, kněžna z Lichtenštejna († 15. dubna 1729)
- 31. října (nebo 10. listopadu 1695) – John Bevis, anglický lékař a astronom († 6. listopadu 1771)
- 28. prosince – Pavel Ernest Jablonský, německý teolog a orientalista († 13. září 1757)
- ? – Peter Annet, anglický filosof († 1769)
- ? – John Lombe, anglický vynálezce strojního předení hedvábí († 20. listopadu 1722)

## Úmrtí
Česko
- 31. března – Jiří Melcelius, český barokní skladatel (* 1624)
- 24. července – Pavel Josef Vejvanovský, český hudební skladatel (* 1640)

Svět
- 6. ledna – Mehmed IV., osmanský sultán (* 2. ledna 1642)
- 8. února – Štefan Pilárik, slovenský básník a překladatel (* 1615)
- 25. května – Marie-Madeleine de La Fayette, francouzská spisovatelka (* 18. března 1634)
- 12. července – John Ashby, anglický admirál (* 1640)
- 26. července – Ulrika Eleonora Dánská, manželka švédského krále Karla XI. (* 11. září 1656)
- 21. srpna – Patrick Sarsfield, hrabě z Lucanu a irský jakobitský vojevůdce (* cca 1660)
- 31. srpna – Laurent Cassegrain, katolický kněz, fyzik a vynálezce (* 1629)
- 9. září – Ihara Saikaku, japonský spisovatel (* 1642)
- 13. září – Flavio Chigi, italský římskokatolický kněz, biskup a kardinál (* 10. května 1631)
- 12. prosince – Anna Magdalena Falcko-Birkenfeldsko-Bischweilerská, německá šlechtična (* 14. února 1640)
- 13. prosince – Dosoftei, moldavský metropolita, rumunsky píšící učenec (* 26. října 1624)
- 14. prosince – Giuseppe Felice Tosi, italský varhaník a hudební skladatel (* 28. února 1619)
- ? – Frans Ykens, vlámský malíř (* 1601)
- ? – Arabacı Ali Paša, osmanský velkovezír (* 1620)

## Hlavy států
- Anglie – Vilém III. (1688–1702)
- Francie – Ludvík XIV. (1643–1715)
- Habsburská monarchie – Leopold I. (1657–1705)
- Osmanská říše – Ahmed II. (1691–1695)
- Polsko-litevská unie – Jan III. Sobieski (1674–1696)
- Rusko – Ivan V. (1682–1696) a Petr I. Veliký (1682–1725)
- Španělsko – Karel II. (1665–1700)
- Švédsko – Karel XI. (1660–1697)
- Papež – Inocenc XII. (1691–1700)
- Perská říše – Safí II.